# Teatro Principal Antzokia (Vitoria-Gasteiz)
El Teatro Principal Antzokia (Teatro Principal en castellà, Principal antzokia en euskera) és una sala teatral situada en el carrer San Prudentzio, número 29, a Vitòria, (País Basc). Va ser ideat per Cesáreo Iradier, qui s'inspirà en el Teatro de la Zarzuela de Madrid. La seva inauguració va ser el 1918 amb el nom de Nuevo Teatro de Vitoria. L'obertura del teatre va ser possible a les aportacions del ciutadans de Vitòria amb la compra d'accions. El 1961 va passar a dir-se com en l'actualitat, en record a l'antiga edificació teatral que hi havia hagut en el mateix lloc entre 1822 i 1914. Durant força dècades va ser utilitzat com un cinema. El 1992 el van renovar el Govern Basc, la Diputació Foral d'Àlaba i l'Ajuntament de Vitòria.